# 中村茂 (長壽者)
中村茂（日语：／ Nakamura Shigeru，1911年1月11日—2022年11月15日），日本人男性，出生於廣島縣。自從2022年9月9日，上田幹藏去世後，日本在世最年長男性。

## 生平
1911年（明治四十四年）1月11日，中村茂出生於廣島縣，第70任內閣總理大臣铃木善幸亦是当日出生。
1945年（昭和二十年）8月9日，原子彈爆炸三天后，他進入廣島市清除碎片，並暴露在原子彈爆炸中。
2022年（令和四年）9月9日，奈良縣的上田幹藏以112歲121日死去。中村茂以111岁241天成為日本國內的在世最年長男性，但於2個月後的11月15日凌晨因自然衰老而去世，享嵩壽111岁308天。

## 脚注
1. 1 2 3 4 5 6  . 2022-11-15  [2022-11-15]. （原始内容存档于2022-11-20）. （日語）
2. 1 2 3 4  . 朝日新聞. 2022-09-14  [2022-09-15]. （原始内容存档于2022-09-14）. （日語）
3. ↑   (PDF). 廣島縣. 令和3年9月15日  [2022年7月7日]. （原始内容存档 (PDF)于2022年3月28日）.